# Biblioteca de la Universidad de Umeå

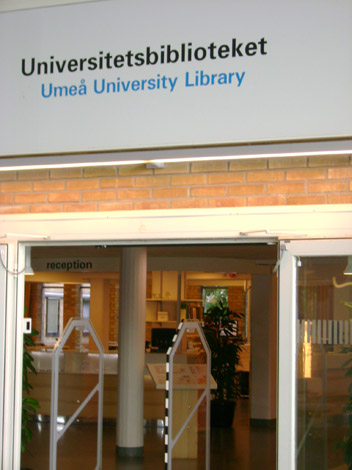
Entrada a la biblioteca

La Biblioteca de la Universidad de Umeå (Umeå universitetsbibliotek en sueco), abreviado como UmUB, es una de las siete bibliotecas de Suecia que por ley recibe una copia de todos los libros editados en el país directamente de los editores, lo que se conoce como pliktbibliotek en sueco. Se encuentra en la Universidad de Umeå, en la ciudad de la cual toma el nombre, en el norte del país, y es la principal biblioteca de Norrland.

## Historia
La biblioteca tiene su origen en 1950, cuando fue creada como biblioteca de la ciudad de Umeå. En 1951 fue reconocida como importante para el norte de Suecia. Las editoriales deben entregar, por ley, una copia de todos los libros editados en el país. Se fue expandiendo gradualmente para dar servicio a los investigadores y a la educación universitaria. En 1965, cuando se fundó la Universidad de Umeå se convirtió en la biblioteca universitaria. En 1968 se construyó un nuevo edificio para la biblioteca en el campus de la universidad. Ha tenido diversas ampliaciones, la última de ellas en 2006. En 2002 se construyó un edificio para la biblioteca médica.
La biblioteca comprende la biblioteca de la universidad (UB), los archivos para invertigación, la biblioteca médica del Hospital de la Universidad de Norrland, la del Campus de Arte de Umeå y de Örnsköldsvik.